# Zofia Krasicka-Domka
Zofia Krasicka-Domka (ur. 26 października 1934 w Siedliskach) – polska polityk, lekarka i działaczka społeczna, posłanka na Sejm III i IV kadencji.

## Życiorys
Ukończyła w 1957 studia na Wydziale Lekarskim Akademii Medycznej we Wrocławiu, posiada specjalizację drugiego stopnia w zakresie pediatrii. Przez około 30 lat pracowała na kierowniczych stanowiskach w opiece zdrowotnej. Była m.in. ordynatorem oddziału noworodków szpitala w Rabce-Zdroju.
W 1980 wstąpiła do NSZZ „Solidarność”. Od 1995 do 1996 była członkinią Ruchu Odbudowy Polski. Pełniła funkcję posła III kadencji z ramienia Akcji Wyborczej Solidarność. W wyborach parlamentarnych w 2001 została liczbą 15 755 głosów wybrana do Sejmu IV kadencji. Startowała z listy Ligi Polskich Rodzin w okręgu nowosądeckim. W 2005 przeszła do koła poselskiego Dom Ojczysty. Bezskutecznie ubiegała się o mandat senatora, kandydując z założonego wraz z Andrzejem Chronowskim komitetu „Blok Senat 2005”. W 2006 bez powodzenia kandydowała z listy lokalnego komitetu do rady miejskiej w Rabce-Zdroju.
Została koordynatorką ogólnopolskiego programu „Edukacja ekologiczna na temat znaczenia energii ze źródeł odnawialnych dla zrównoważonego rozwoju”, przygotowanego przez Polski Klub Ekologiczny. Działaczka m.in. Polskiej Federacji Ruchów Obrony Życia.